# Romel Morales
Romel Morales  (* 23. August 1997 in Villavicencio), mit vollständigem Namen Romel Morales Ramírez, ist ein  kolumbianischer Fußballspieler.

## Karriere
Romel Morales stand bis 30. Juni 2017 beim CA Banfield im argentinischen Banfield in der Provinz Buenos Aires unter Vertrag. Mit dem Verein spielte er einmal in der ersten Liga des Landes, der Primera División. Hier kam er beim Auswärtsspiel am 21. März 2016 gegen River Plate zum Einsatz. In der 82. Minute wurde er für Walter Erviti eingewechselt. Von Juli 2017 bis Dezember 2017 war er vertrags- und vereinslos. Anfang Januar 2018 ging er nach Malaysia. Hier unterschrieb er einen Vertrag beim PKNS FC. Der Verein aus Petaling Jaya spielte in der ersten Liga des Landes, der Malaysia Super League. Für PKNS absolvierte er 43 Spiele und schoss dabei zehn Tore. Am 1. Januar 2020 wechselte er zum Ligakonkurrenten Melaka United. Hier unterschrieb er einen Einjahresvertrag. Für den Verein aus Malakka stand er 2020 elfmal in der ersten Liga auf dem Spielfeld. Der Kuala Lumpur City FC, ebenfalls ein malaysischer Erstligist, verpflichtete ihn im Februar 2021. Hier stand er bis Ende 2023 unter Vertrag. Für den Verein bestritt er 60 Erstligaspiele. Im Januar 2024 wechselte er zu dem ebenfalls in der ersten Liga spielenden Johor Darul Ta’zim FC. Am 24. August 2024 stand er mit Johor im Finale des Ligapokals. Hier besiegte man den Selangor FC mit 6:1.

## Erfolge
Johor Darul Ta’zim FC
- Malaysischer Ligapokalsieger: 2024